# مقاطعة توماس (جورجيا)
مقاطعة توماس (بالإنجليزية: Thomas County)‏ هي إحدى المقاطعات في ولاية جورجيا في الولايات المتحدة الأمريكية.